# Hylophila
Hylophila là một chi thực vật có hoa trong họ, Orchidaceae.